# Kürşat Alnıaçık
Kürşat Alnıaçık (Ankara, 7 dicembre 1962) è un attore turco.

## Biografia
Nato nel 1962 ad Ankara (Turchia) dalla madre Gülsen Alnıaçık e dal padre Raik Alnıaçık, insegnante di teatro, Kürşat dopo aver completato l'istruzione primaria e secondaria, ha deciso di iscriversi presso il dipartimento teatrale della Mimar Sinan University, dove al termine degli studi ha conseguito la laurea. Nel 1981 si è iscritto presso il dipartimento teatrale del conservatorio statale di Istanbul, dove nel 1985 ha conseguito la laurea. Durante gli studi al conservatorio si è recato in Inghilterra con una borsa di studio offerta dal governo britannico, dove nel 1983 e nel 1984 ha conosciuto Geyvan McMillen, con la quale ha seguito una formazione di danza moderna per un anno. Durante il soggiorno a Londra ha continuato la sua formazione nella danza presso la London Content Dance School su consiglio della McMillen, oltre alla borsa di studio teatrale che gli era stata offerta.
Nel 1986 e nel 1987, dopo essere tornato in Turchia, ha iniziato a lavorare come stagista presso il teatro statale di Bursa e allo stesso tempo ha praticato danza moderna come hobby. Durante il suo tirocinio a Bursa, ha dato lezioni di danza moderna presso l'Università di Uludağ e ha lavorato per nove anni come insegnante di danza moderna per il club musicale del liceo presso gli istituti educativi di Eyüboğlu.
Dal 1998 al 2002 è stato scelto per interpretare il ruolo di Savaş Doğan nella serie Deli Yürek. Dal 2009 al 2012 ha ottenuto il ruolo di Bakır nella serie Sakarya Fırat. Nel 2014 e nel 2015 ha interpretato il ruolo di Turunç Nadir nella serie Medcezir, seguito nel 2015 e nel 2016 da quello di Önder Sezin nella serie Endless Love (Kara Sevda). Nel 2016 ha accettato di ricoprire il ruolo di Ural Bey nella serie Diriliş Ertuğrul, seguito nel 2017 da quello di Kudret Yıldırım nella serie İsimsizler. Nel 2019 è entrato a far parte del cast della serie Kurşun, nel ruolo di Nuri Kargi e di quello della serie Nöbet, nel ruolo di Ziya Cevran. Nel 2021 ha fatto parte del cast della serie 50m2, nel ruolo di Servet, seguita nel 2022 dalla serie Yalnız Kurt, nel ruolo del vichingo Tekin Giritli.

## Vita privata
Ha una figlia (nata nel 1995) e un figlio (nato nel 2005), avuti dal primo matrimonio con Banu Alnıaçık, dalla quale ha divorziato nel 2012. Dal 2013 è sposato con la collega Gerçek Sağlar Büyükağaoğlu, figlia del ministro Fikri Sağlar.

## Filmografia

### Cinema
- Umut, regia di Yilmaz Güney (1970)
- Şenlik Var, regia di Nejat Saydam (1974)
- Ateş Üstünde Yürümek, regia di Yavuz Özkan (1980)
- Sessiz Fırtına, regia di Oğuz Yalçın (1989)
- Mavi Sürgün, regia di Erden Kıral (1993)
- Hoşçakal Umut, regia di Canan Evcimen İçöz (1994)
- Gökten 3 Elma Düştü, regia di Raşit Çelikezer (2008)
- Kirpi, regia di Erdal Murat Aktaş (2009)
- Can, regia di Raşit Çelikezer (2012)
- Beni Sen Anlat, regia di Mahur Özmen (2014)
- Bir Nefes Daha, regia di Nisan Dağ (2020)

### Televisione
- Dedem ve Ben – serie TV (1987)
- Yıldızlar Gece Büyür – serie TV (1992)
- Süper Baba – serie TV (1993)
- Sahte Dünyalar – serie TV, 1 episodio (1995)
- Kaldırım Çiçeği – serie TV, 1 episodio (1996)
- Sıcak Saatler – serie TV, 3 episodi (1998)
- Deli Yürek – serie TV, 113 episodi (1998-2002)
- Berivan – serie TV (2002)
- Aynalar – serie TV (2004)
- Seni Çok Özledim – serie TV, 3 episodi (2005)
- Adak – serie TV (2006)
- Azap Yolu – serie TV (2006)
- İki Aile – serie TV (2006)
- Kuzey Rüzgârı – serie TV (2007)
- Gece Gündüz – serie TV (2008)
- Sakarya Fırat – serie TV (2009-2012)
- Kayıp – serie TV, 14 episodi (2013)
- Medcezir – serie TV, 27 episodi (2014-2015)
- Endless Love (Kara Sevda) – serie TV, 32 episodi (2015-2016)
- Diriliş Ertuğrul – serie TV, 27 episodi (2016-2017)
- İsimsizler – serie TV, 14 episodi (2017)
- Kurşun – serie TV, 7 episodi (2019)
- Nöbet – serie TV, 8 episodi (2019)
- 50m2 – serie TV, 8 episodi (2021)
- Yalnız Kurt – serie TV, 21 episodi (2022)
- Kör Nokta – serie TV, 4 episodi (2024)

## Teatro
- Kösem Sultan di Turan Oflazoğlu, presso il teatro statale di Istanbul (1981)
- Kırmızı Pabuçlar di Hans Christian Andersen e Robin Short, presso il teatro statale di Istanbul (1982)
- Yıldırım Bayezi di Hidayet Sayın, presso il teatro statale di Bursa (1986)
- Biga di İlhan Tarus e Tuncer Cücenoğlu, presso il teatro statale di Bursa (1987)
- Kısmet di Erhan Gökgücü, presso il teatro statale di Bursa (1987)
- Sayım Suyum Yok... di Ahmet Önel, presso il teatro statale di Bursa (1987)
- Bebek Uykusu di Kenan Işık, presso il teatro statale di Istanbul (1988)
- Damdaki Kemancı (Anatevka) di Joseph Stein, presso il teatro statale di Istanbul (1988)
- Batı Yakasının Hikayesi di Leonard Bernstein, presso il teatro statale di Istanbul (1988)
- Ballar Balını Buldum (Yunus Emre) di Nezihe Araz, presso il teatro statale di Istanbul (1989)
- Danton'un Ölümü di Georg Büchner, presso il teatro statale di Istanbul (1990)
- Don Juan di Molière, presso il teatro statale di Istanbul (1993)
- Kadı di Ülkü Tamer, presso il teatro statale di Istanbul (1996)
- Ayışığında Şamata di Haldun Taner, presso il teatro statale di Istanbul (1997)
- Atçalı Kel Mehmet di Orhan Asena, presso il teatro statale di Istanbul (1998)
- Kanlı Düğün di Federico García Lorca, presso il teatro statale di Istanbul (1999)
- Benerci Kendini Niçin Öldürdü di Nazım Hikmet, presso il teatro statale di Istanbul (2001)
- Harputta Bir Amerikalı di Cevat Fehmi Başkut, presso il teatro statale di Istanbul (2005)
- Kendi Kendine Konuşmaktır Aşk di Cezmi Ersöz, presso il teatro statale di Istanbul (2010)
- Üç Kız Kardeş di Anton Čechov, presso il teatro statale di Istanbul (2013)

## Doppiatori italiani
Nelle versioni in italiano dei suoi film e delle sue serie TV, Kürşat Alnıaçık è stato doppiato da:
- Luca Biagini[21] in 50m2[22]
- Massimo De Ambrosis[23] in Endless Love[24]